# Bí tiểu
Bí tiểu hay bí đái là không có khả năng làm rỗng hoàn toàn bàng quang. Khởi phát của bệnh này có thể đột ngột hoặc từ từ. Khi khởi phát đột ngột, các triệu chứng bao gồm không thể đi tiểu và đau bụng dưới. Khi khởi phát dần dần, các triệu chứng có thể bao gồm mất kiểm soát bàng quang, đau bụng dưới nhẹ và dòng nước tiểu yếu. Những người có vấn đề lâu dài có nguy cơ bị nhiễm trùng đường tiết niệu.
Nguyên nhân bao gồm tắc nghẽn niệu đạo, các vấn đề về thần kinh, một số loại thuốc và cơ bàng quang yếu. Sự tắc nghẽn có thể được gây ra bởi tăng sản tuyến tiền liệt lành tính (BPH), hẹp niệu đạo, sỏi bàng quang, cystocele, táo bón hoặc khối u. Các vấn đề về thần kinh có thể xảy ra do bệnh tiểu đường, chấn thương, các vấn đề về tủy sống, đột quỵ hoặc ngộ độc kim loại nặng. Các loại thuốc có thể gây ra vấn đề bao gồm thuốc kháng cholinergic, thuốc chống dị ứng, thuốc chống trầm cảm ba vòng, thuốc thông mũi, cyclobenzaprine, diazepam, NSAID, amphetamine và opioids. Chẩn đoán thường dựa trên việc đo lượng nước tiểu trong bàng quang sau khi đi tiểu.
Điều trị thường bằng ống thông qua niệu đạo hoặc bụng dưới. Các phương pháp điều trị khác có thể bao gồm thuốc để giảm kích thước tuyến tiền liệt, giãn niệu đạo, đặt stent niệu đạo hoặc phẫu thuật. Nam giới thường bị ảnh hưởng nhiều hơn nữ giới. Ở nam giới trên 40 tuổi, khoảng 6 trên 1.000 bị ảnh hưởng một năm. Trong số nam giới trên 80, xác suất này tăng 30%.